# Viesīte
Viesīte er beliggende i Jēkabpils distrikt i det sydøstlige Letland og fik byrettigheder i 1928. Byen ligger 32 kilometer fra Jēkabpils. Før Letlands selvstændighed i 1918 var byen også kendt på sit tyske navn Eckengrafen.

## Kendte bysbørn
- Pauls Stradiņš – kirurg